# Trappea darkeri
Trappea darkeri är en svampart som först beskrevs av Sanford Myron Zeller, och fick sitt nu gällande namn av Castellano 1990. Trappea darkeri ingår i släktet Trappea och familjen Trappeaceae.   Inga underarter finns listade i Catalogue of Life.